# Sainte-Marguerite-sur-Mer
Sainte-Marguerite-sur-Mer ist eine französische Gemeinde mit 475 Einwohnern (Stand: 1. Januar 2022) im Département Seine-Maritime in der Region Normandie. Sie gehört administrativ zum Arrondissement Dieppe und ist Teil des Kantons Dieppe-1 (bis 2015: Kanton Offranville). Die Einwohner werden Saint-Margueritais genannt.

## Geografie
Sainte-Marguerite-sur-Mer liegt etwa zehn Kilometer westsüdwestlich von Dieppe an der Alabasterküste am Ärmelkanal. Hier mündet der Saâne in den Ärmelkanal. Umgeben wird Sainte-Marguerite-sur-Mer von den Nachbargemeinden Varengeville-sur-Mer im Osten, Longueil im Süden sowie Quiberville im Westen.

## Geschichte
1822 wurde die Kommune Blancmesnil eingemeindet.

## Bevölkerungsentwicklung
| 1962                      | 1968 | 1975 | 1982 | 1990 | 1999 | 2006 | 2012 |
| ------------------------- | ---- | ---- | ---- | ---- | ---- | ---- | ---- |
| 243                       | 249  | 306  | 465  | 506  | 502  | 509  | 496  |
| Quelle: Cassini und INSEE |      |      |      |      |      |      |      |

## Sehenswürdigkeiten
- Kirche Sainte-Marguerite
- Leuchtturm von Ailly am Kap von Ailly, 1773 erbaut, 1896 und 1953 umgebaut, seit 2010 Monument historique
- Garten von Le Vasterival, neun Hektar großes parkähnliches Areal, als botanischer Garten 1955/1957 mit etwa 10.000 Arten errichtet

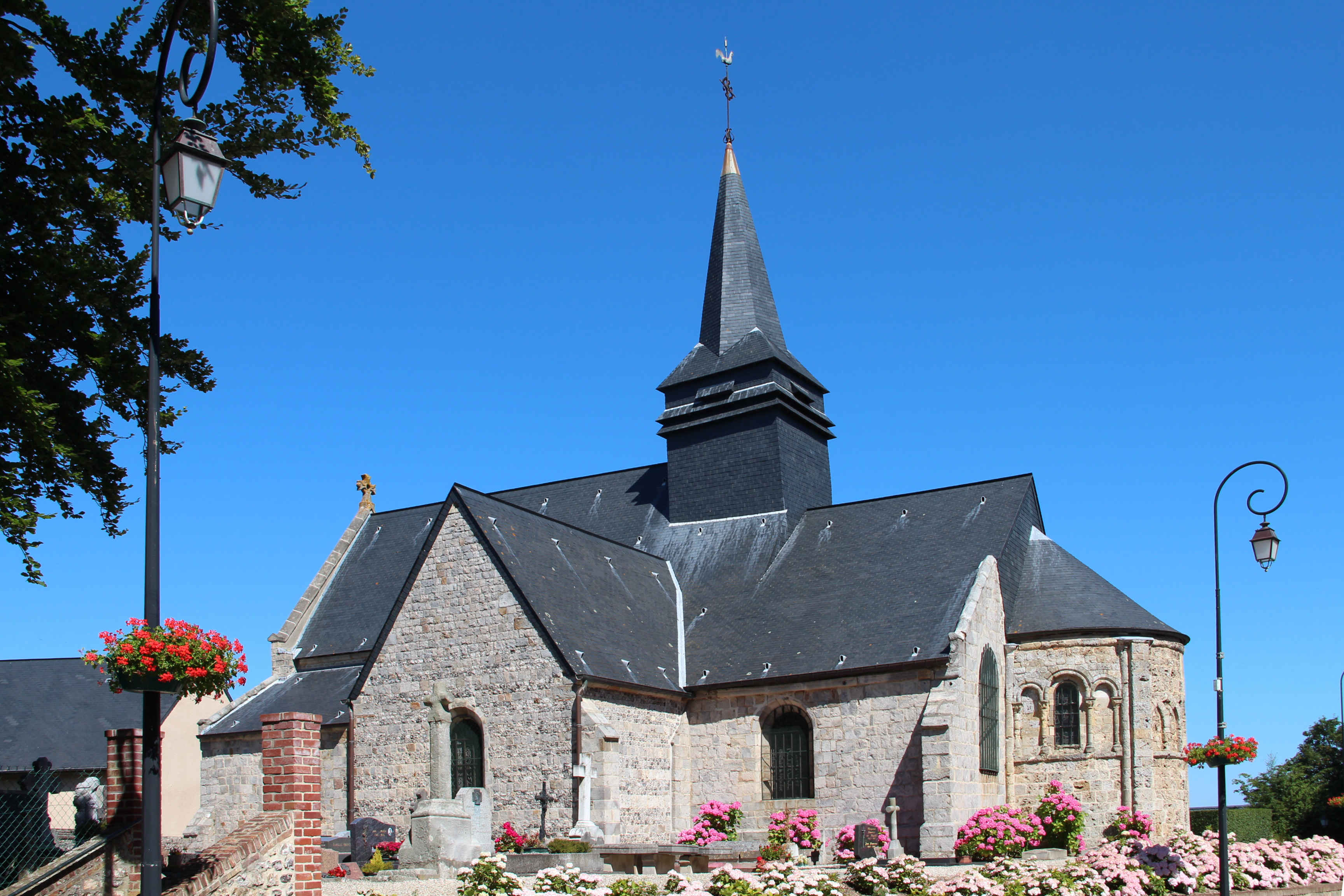
Kirche Sainte-Marguerite
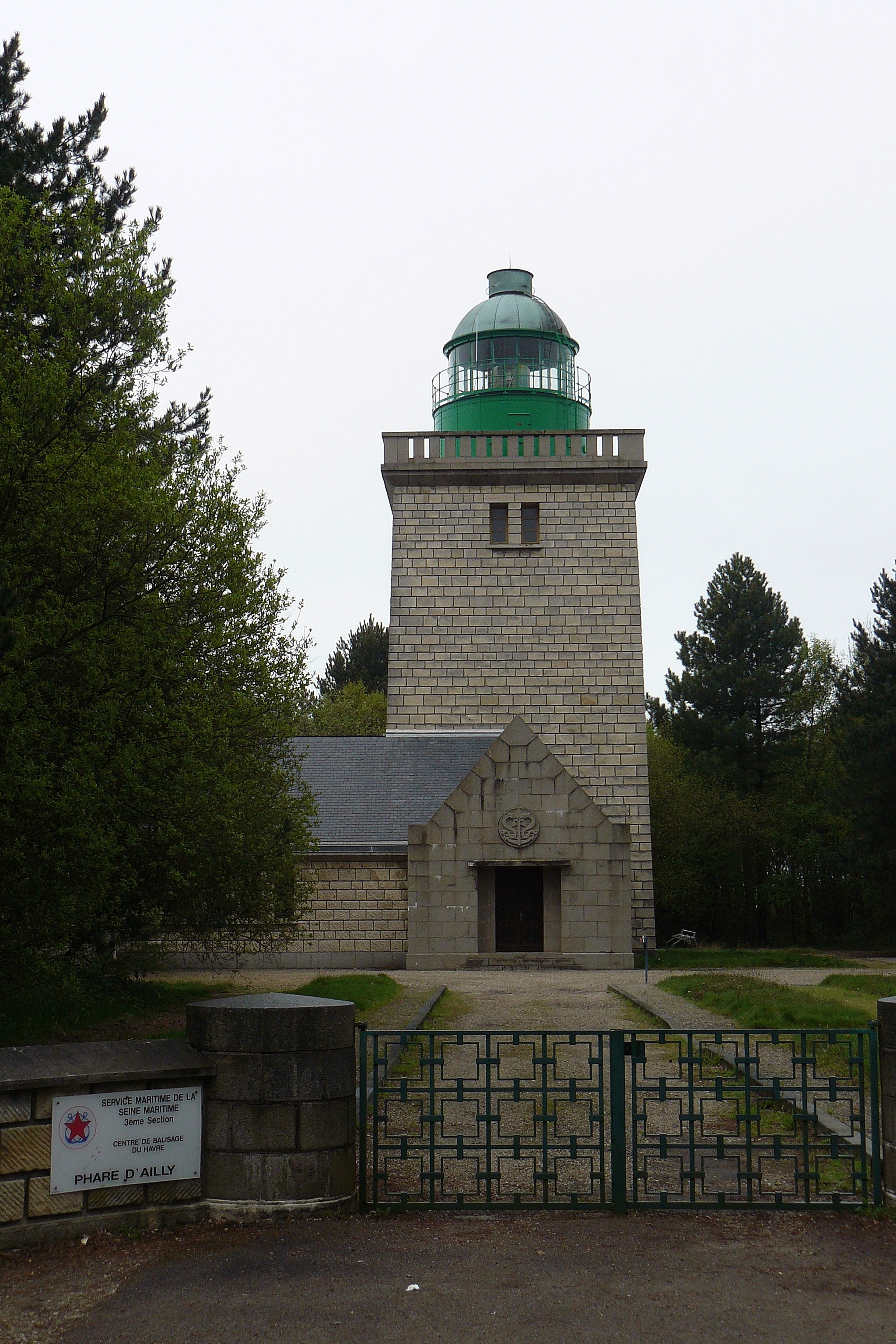
Leuchtturm von Ailly

## Persönlichkeiten
- Marcelly (1882–1966), Sänger